# Malabrigo
Malabrigo è una città della provincia di Santa Fe, in Argentina, situata nel dipartimento di General Obligado. Si trova nella parte nord-orientale della provincia.

## Storia
Sorta come stazione ferroviaria nel 1889, fu chiamata dai coloni che vi si insediarono Colonia Ella fino al 1964, anno in cui la località assunse ufficialmente il nome di Malabrigo. Il 28 agosto 1987 fu dichiarata "città".